# Simulium simianshanensis
Simulium simianshanensis es una especie de insecto del género Simulium, familia Simuliidae, orden Diptera.
Fue descrita científicamente por Wang, Li & Sun, 1996.